# 1893

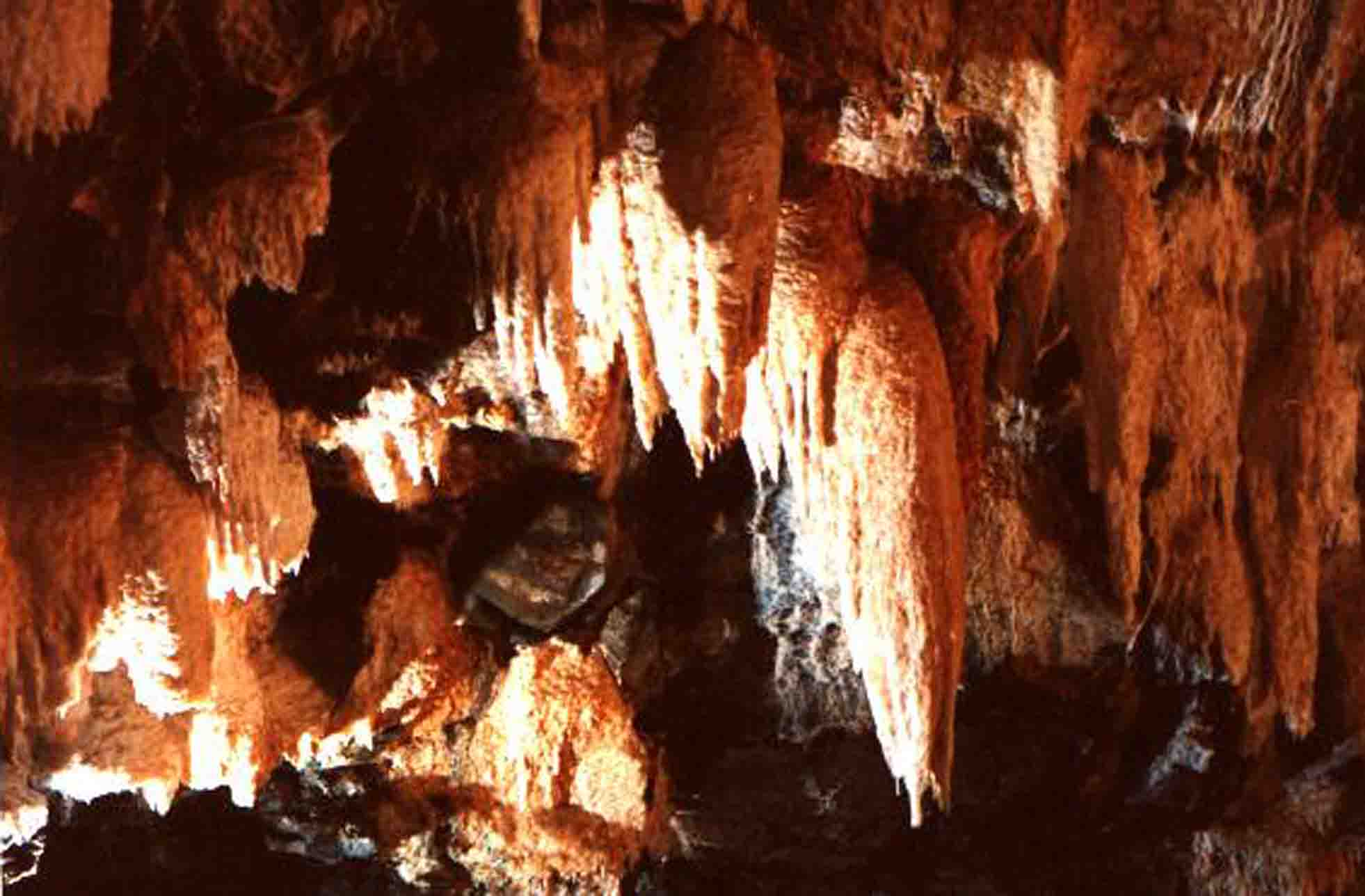
Algar do Carvão, estalactites, ilha Terceira.

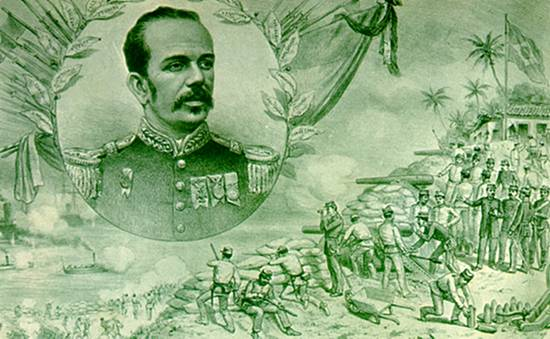
Floriano Peixoto e a Revolta da Armada numa ilustração de Angelo Agostini.

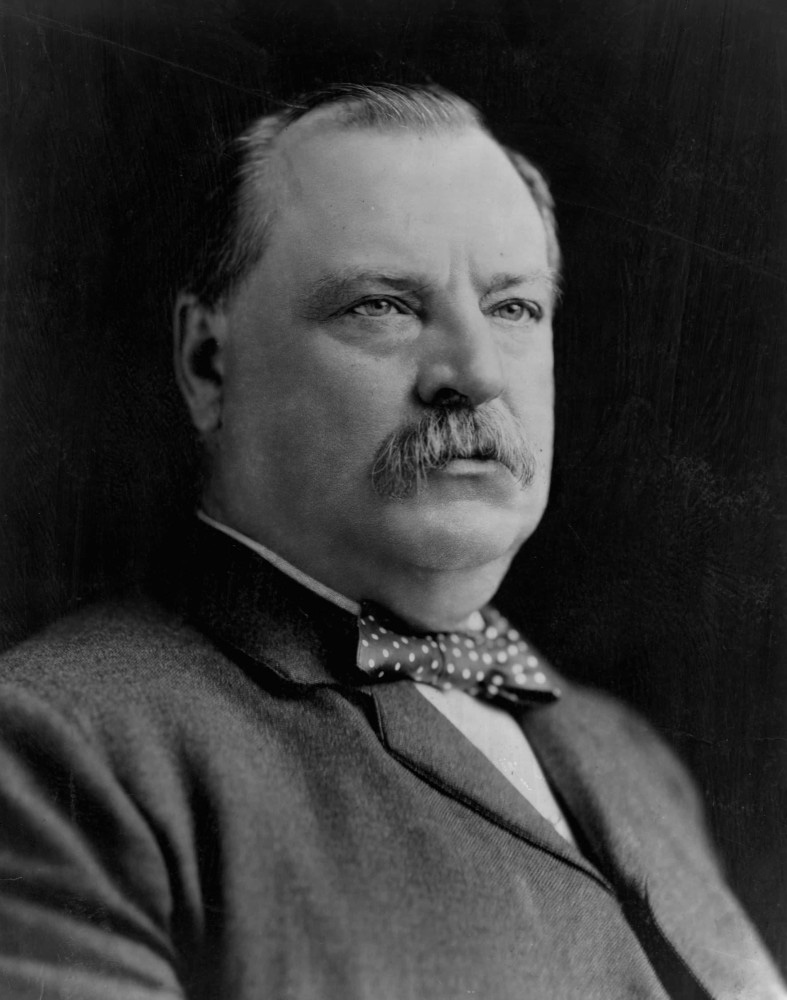
Grover Cleveland torna-se o primeiro presidente norte-americano a ser reeleito num mandato não consecutivo.

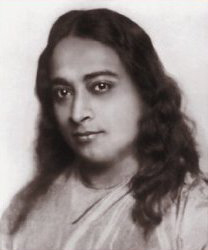
Paramahansa Yogananda.

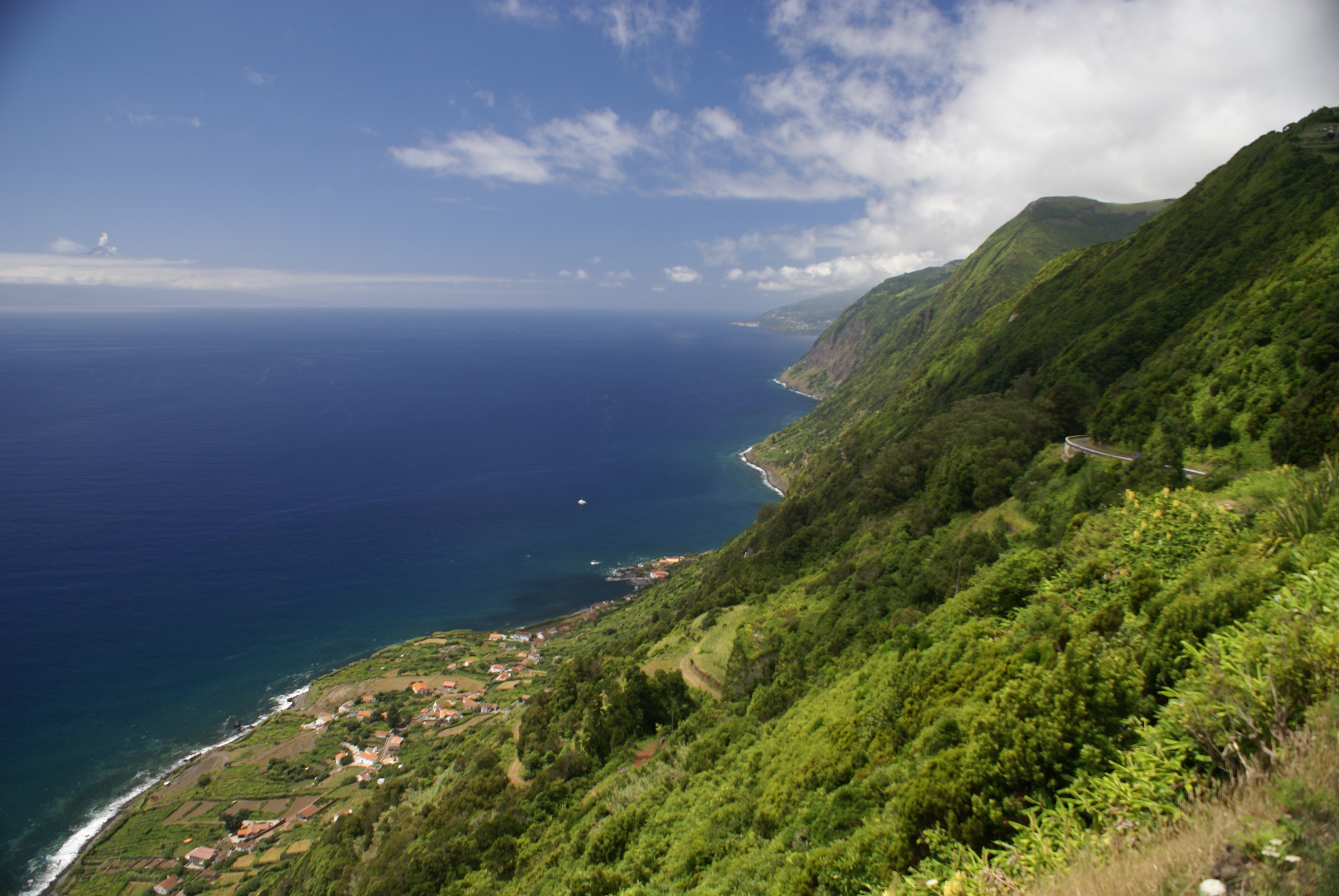
Fajã de São João, ilha de São Jorge.

- Wikisource

| Calendário gregoriano                                                        | 1893 MDCCCXCIII                      |
| Ab urbe condita                                                              | 2646                                 |
| Calendário arménio                                                           | 1342 – 1343                          |
| Calendário bahá'í                                                            | 49 – 50                              |
| Calendário budista                                                           | 2437                                 |
| Calendário chinês                                                            | 4589 – 4590 Início a 17 de fevereiro |
| Calendário copta                                                             | 1609 – 1610                          |
| Calendário etíope                                                            | 1885 – 1886                          |
| Calendários hindus - Vikram Samvat - Calendário nacional indiano - Cáli Iuga | 1948 – 1949 1814 – 1815 4993 – 4994  |
| Calendário Holoceno                                                          | 11893                                |
| Calendário islâmico                                                          | 1311 – 1312                          |
| Calendário judaico                                                           | 5653 – 5654                          |
| Calendário persa                                                             | 1271 – 1272 Início a 21 de março     |
| Calendário rúnico                                                            | 2143                                 |
| Calendário solar tailandês                                                   | 2436                                 |

1893 (MDCCCXCIII, na numeração romana) foi um ano comum do século XIX do actual Calendário Gregoriano, da Era de Cristo, e a sua letra dominical foi A (52 semanas), teve início a um domingo e terminou também a um domingo.
| Ano completo                    |
| ------------------------------- |
| Ano comum com início ao domingo |

## Eventos
- Reuniu-se no arraial de Canudos, às margens do rio Vaza-Barris, um grupo de fiéis, seguidores de Antônio Conselheiro, um beato que pregava a salvação para que o seguissem. O arraial cresceu rapidamente.
- Carnaval - Surgimento da serpentina no carnaval parisiense.
- A Nova Zelândia torna-se o primeiro país do mundo a conceder o direito de voto a mulheres.
- Inicia-se uma revolta federalista no Estado do Rio Grande do Sul, no Brasil (termina em 1895).
- É pintado O Grito, uma das mais importantes obras do movimento expressionista.
- Surge o movimento de contestação que ficou conhecido como Gamazada, contra a lei que acabava com o regime administrativo e fiscal autónomo de Navarra (fueros).

### Janeiro
- 26 de janeiro – Apesar de já antes desta data se saber da existência do Algar do Carvão, sé agora é feita a primeira descida a esta formação geológica com a simples utilização de uma corda, levada a cabo por Cândido Corvelo e José Luís Sequeira.

### Fevereiro
- 2 de fevereiro - Revolução Federalista é a denominação da guerra civil ocorrida na Região Sul do Brasil, até 1895, poucos anos após Proclamação da República, o conflito envolveu o Rio Grande do Sul, Santa Catarina e Paraná.
- 19 de Fevereiro – Realização, em Ponta Delgada, de um comício de protesto contra as medidas financeiras do governo de José Dias Ferreira.
- 22 de Fevereiro - Hintze Ribeiro substitui José Dias Ferreira como Primeiro-ministro de Portugal.

### Março
- 4 de Março - Grover Cleveland reassume a Presidência dos Estados Unidos, sendo o primeiro e único presidente norte-americano a ser reeleito não consecutivamente.

### Agosto
- 23 de Agosto - É instalado o 1.º de uma série de cabos telegráficos submarinos - ligando a cidade da Horta (Açores) a Lisboa (Carcavelos).
- 28 de Agosto - Um furacão provoca grande destruição no grupo central do arquipélago dos Açores, a maior tempestade de que há memória nos Açores provocou enchentes de mar e arruinou casas, igrejas e palheiros e florestas. partiu portos e embarcações. A ilha de São Jorge foi muito atingida, particularmente o Topo. Os danos causados ainda (ano 2010) são visíveis nalguns pontos da costa, nomeadamente na antiga, abandonada, Igreja Velha de São Mateus da Calheta, na ilha Terceira, e nas ruínas da Baía do Refugo, no Porto Judeu.
- 28 de Agosto - Devido a um furacão, naufraga ao largo da ilha Terceira a embarcação 'Segredo dos Açores'.
- 28 de agosto – As Doze Ribeiras, ilha Terceira, fortemente atingidas pelo Furacão de 1893, vê a destruição de parte importante do seu parque habitacional.
- 28 de Agosto - A Igreja de São Jorge das Doze Ribeiras, ilha Terceira, foi muito danificada Furacão de 1893 ao ponto de ter de ser demolida e substituída por uma nova igreja cuja primeira pedra foi lançada em 1896.
- 28 de agosto – O Furacão de 1893, o maior de que há memória desde que há registos históricos nos Açores, causa grandes estragos no Porto Judeu, principalmente na localidade do Refugo e na zona do Porto.

### Setembro
- 5 de Setembro - Revolta da Armada, no Rio de Janeiro, reprimida violentamente pelo presidente Floriano Peixoto.
- 26 de Setembro - Prudente José de Morais e Barros e Manuel Vitorino são indicados candidatos à Presidência e Vice-presidência da República pela Convenção do Partido Republicano Federal.
- 28 de Setembro - É fundado o clube de futebol português Futebol Clube do Porto.

### Dezembro
- 17 de Dezembro - Começa a construção da cidade de Belo Horizonte, capital de Minas Gerais.

## Nascimentos
- 5 de Janeiro - Paramahansa Yogananda, yogi e guru indiano (m. 1952)
- 12 de Janeiro
  - Hermann Göring, líder militar alemão (m. 1946)
  - Alfred Rosenberg, político e escritor alemão (m. 1943)
- 4 de Fevereiro - Raymond Dart, anatomista e antropólogo australiano (m. 1988)
- 12 de Fevereiro - Omar Bradley, general norte-americano (m. 1981)
- 2 de Março — Eliyahu Golomb, ativista sionista russo (m. 1945).
- 18 de Março - Wilfred Owen, poeta e miltar inglês (m. 1918)
- 26 de Março - Palmiro Togliatti, político italiano (m. 1964)
- 3 de Abril - Leslie Howard, ator britânico (m. 1943)
- 7 de Abril - Almada Negreiros - artista e escritor português. (m. 1970)
- 12 de Abril - Robert Harron, ator norte-americano (m. 1920)
- 20 de Abril
  - Juan Miró, escultor e pintor surrealista catalão (m. 1983)
  - Edna Parker, supercentenária norte-americana (m. 2008)
  - Harold Lloyd, ator norte-americano (m. 1971)
- 29 de Abril - Harold Clayton Urey, químico norte-americano (m. 1981)
- 30 de Abril - Joachim von Ribbentrop, diplomata alemão e ministro dos negócios estrangeiros nazi entre 1938 e 1945 (m. 1946)
- 24 de Junho - Roy Oliver Disney, irmão e parceiro comercial de Walt Disney (m. 1971)
- 8 de Julho - Fritz Perls -  psicólogo alemão (m. 1970)
- 15 de Julho - William Dieterle, cineasta alemão que fez carreira nos Estados Unidos (m. 1972)
- 27 de Julho - Francisco Prada Carrera, bispo católico (m. 1995)
- 17 de Agosto - Mae West, atriz norte-americana (m. 1980)
- 10 de Setembro - Maria de Jesus, supercentenária portuguesa (m. 2009)
- 12 de Setembro - Frederick William Franz, presidente da Sociedade Torre de Vigia de Bíblias e Tratados (m. 1992)
- 16 de Setembro - Albert Szent-Györgyi, fisiologista húngaro (m. 1986)
- 14 de Outubro - Lillian Gish, atriz norte-americana (m. 1993)
- 18 de Outubro - George Ohsawa, fundador da macrobiótica (m. 1966)
- 3 de Novembro - Edward Adelbert Doisy, bioquímico norte-americano (m. 1986)
- 6 de Novembro - Yip Man, Grande Mestre de wing chun (m. 1972)
- 8 de Novembro - Prajadhipok, último monarca absoluto e o primeiro monarca constitucional do Sião (m. 1941)
- 22 de Novembro - Masaharu Taniguchi, escritor, filósofo e religioso japonês, conhecido como "Homem Milagre do Japão. (m. 1985)
- 25 de novembro - Armando da Silva Ferreira, engenheiro, jornalista e escritor português (m. 1968).
- 11 de Dezembro - Alceu Amoroso Lima, crítico literário, professor, pensador, escritor e líder católico brasileiro. (m. 1983)
- 26 de Dezembro - Mao Zedong, Secretário-Geral do Governo Central Popular da República Popular da China de 1949 a 1954 e presidente da República Popular da China até 1976 (m. 1976)
- ? - Archimedes Memoria, arquiteto brasileiro (m. 1960)

## Mortes
- 7 de Janeiro - Joseph Stefan, físico e matemático austro-esloveno (n. 1835)
- 17 de Janeiro - Rutherford B. Hayes, 19.º presidente dos EUA (n. 1822)
- 24 de Fevereiro - Carlos Zeferino Pinto Coelho, advogado e dirigente político miguelista (n. 1819).
- 17 de Março - Jules Ferry, advogado, jornalista e político francês (n. 1832).
- 19 de março - José María Velasco Ibarra, presidente do Equador de 1934 a 1935, de 1944 a 1947, de 1952 a 1956, de 1960 a 1961 e de 1968 a 1972 (m. 1979)
- 30 de Outubro - John Joseph Caldwell Abbott, 3.º primeiro-ministro do Canadá (n. 1821)
- 6 de Novembro - Piotr Ilitch Tchaikovski, compositor russo (n. 1840)
- 8 de Dezembro - Pedro Correia da Silva, editor, jornalista e político português (n. 1836).
- 18 de Dezembro - Beldemónio, cronista, contista, jornalista e tradutor português (n. 1857).

## Por tema
- 1893 na arte
- 1893 no Brasil
- 1893 na ciência
- 1893 no cinema
- 1893 no desporto
- 1893 no jornalismo
- 1893 na literatura
- 1893 na música
- 1893 na televisão